# Leonie Benesch
Leonie Benesch, född 22 april 1991 i Hamburg, är en tysk skådespelare.
Benesch har bland annat medverkat i filmen Lärarrummet. Hon har även medverkat i TV-serierna Babylon Berlin och The Swarm.

## Filmografi (i urval)
- 2009 – Det vita bandet
- 2017–2020 – Babylon Berlin (TV-serie)
- 2023 – The Swarm (TV-serie)
- 2023 – Lärarrummet